# Rengeteg
Rengeteg – album węgierskiego blackmetalowego zespołu Thy Catafalque. Został wydany w listopadzie 2011 roku w Europie, oraz w styczniu 2012 roku w USA. Wydawcą albumu jest francuska wytwórnia muzyczna Season of Mist.

## Lista utworów
1. Fekete Mezők – 9:20
2. Kel Keleti Szél – 3:26
3. Trilobita – 3:52
4. Kő Koppan – 4:38
5. Vashegyek – 14:09
6. Holdkomp – 5:45
7. Kék Ingem Lobogó – 3:51
8. Az Eső, Az Eső, Az Eső – 5:23
9. Tar Gallyak Végül – 3:47
10. Minden Test Fű – 5:11[2]

## Twórcy
Tamás Kátai – śpiew, keyboard, gitara, gitara basowa, programowanie